# Gunnar Nordström (konstnär)
Erik Gunnar Nordström, född 20 februari 1921 i Älvros, Härjedalen, död 13 april 2021, var en svensk målare, tecknare och grafiker.
Nordström studerade vid Académie Libre 1940-1941 och Otte Skölds målarskola 1943-1944 som följdes upp med studieresor till Frankrike, Italien, Spanien och Lofoten. Han debuterade med en separatutställning i Stockholm 1948 som följdes upp med separatutställningar på bland annat Galerie Æsthetica 1951 och Norrbottens museum. Han medverkade i samlingsutställningar på bland annat Svensk-franska konstgalleriet och med Sveriges allmänna konstförening vårutställningar på Liljevalchs konsthall. För Flygtekniska försöksanstalten i Stockholm utförde han väggmålningen Aerovision och för Chalmers tekniska högskola utförde han 1950 väggmålningen Katedral. Som tecknare medverkade han med illustrationer i bland annat Dagens Nyheter och Expressen. Nordström har arbetat både med föreställande och abstrakta bilder. Han är representerad med ett porträtt av Henning Fransén vid  Ingenjörvetenskapsakademien.
Han är son till Edvard Samuelsson och Elin Nordström och från 1946 gift med Brite-Louise Kellberg-Nordström. Nordström växte upp i Ingatorp utanför Eksjö, där fadern var predikant inom Evangeliska Fosterlandsstiftelsen. Som femtonåring reste han till Stockholm och fick bland annat arbete på Nordiska kompaniet som dekoratör. Innan debuten 1948 tillbringade han några år i Paris.

## Utställningar i urval
- Jönköpings läns museum
- Luleå länsmuseum

## Representerad
- Statens konstråd
- Lindesbergs museum
- Linköpings universitet
- Kanslihuset
- Radiohuset
- IVA
- Flygskolan, Hägernäs